# 再会の街で
『再会の街で』（さいかいのまちで、Reign Over Me）は、マイク・バインダー脚本・監督の2007年製作のアメリカ映画。
マイク・バインダーが俳優として出演もしている。また、その弟ジャック・バインダーがプロデュースを担当している。

## ストーリー
ニューヨークで歯科医院を営むアラン（ドン・チードル）は妻子に恵まれ理想的な生活を送っていた。ある日アランは911で妻子を失った大学時代のルーム・メイト、チャーリー（アダム・サンドラー）と再会する。しかしチャーリーは未だに立ち直れず、心を閉ざしていた。そんな彼を立ち直らせようと、アランは行動をともにする。次第に彼らは互いを必要とする関係になっていく。

## キャスト
※括弧内は日本語吹き替え
- チャーリー・ファインマン - アダム・サンドラー（松本保典）：911で妻子を失った元歯科医。
- アラン・ジョンソン - ドン・チードル（楠大典）：ニューヨークの成功した歯科医。
- ジャニーン・ジョンソン - ジェイダ・ピンケット＝スミス（斉藤梨絵）アランの妻。
- アンジェラ・オークハースト - リヴ・タイラー（坪井木の実）：セラピスト。
- ドナ・リマー - サフロン・バロウズ（田中敦子）：アランに性的に迫って来た患者。
- レインズ判事 - ドナルド・サザーランド（家弓家正）：チャーリーの裁判の担当判事。
- ブライアン・シュガーマン - マイク・バインダー：チャーリーの会計士。
- ジョナサン・ティンプルマン - ロバート・クライン：チャーリーの妻の父親。
- ジンジャー・ティンプルマン - メリンダ・ディロン：チャーリーの妻の母親。
- ナイジェル・ペニントン - ジョン・デ・ランシー：アランの友人を装った精神科医。
- アデル・モデール - レエ・アレン
- メラニー - ポーラ・ニューサム：アランの歯科医院の受付係。
- ピーター・サヴァリノ - テッド・ライミ
- ファロン - B・J・ノヴァク
- ウィリアム・ジョンソン - アンソニー・チザム（家弓家正）：アランの父親。

## 楽曲
作中には1970年代と1980年代の楽曲が多数登場する。映画の原題 Reign over Meは、イングランドのロック・バンドであるザ・フーがアルバム『四重人格』（1973年）に収録したLove, Reign o'er me（「愛の支配」）に由来する。
- Love, Reign o'er me /パール・ジャム（ザ・フーの同名曲のカバー）
- Simple Man/グラハム・ナッシュ
- Stop your sobbin'/プリテンダーズ
- The Birds Of St. Marks/ジャクソン・ブラウン
- Out in the street/ブルース・スプリングスティーン
- Drive all night/ブルース・スプリングスティーン
- Love, Reign o'er me /ザ・フー